# Dosage du carbone de surface
Le dosage du carbone de surface consiste à brûler sous atmosphère de dioxygène (O2) à 500 °C les dépôts carbonés sur support en acier d'un échantillon et à doser le dioxyde de carbone (CO2) issu de la combustion.

## Objet et domaine d'application
Cette méthode permet de déterminer, par l'intermédiaire du dosage du carbone de surface, la quantité de graisses résiduelles sur plaques acier.
Elle est utilisée notamment en laboratoire de traitement de surface, lors de tests d'efficacité comparée de dégraissants. Par exemple, une opération de phosphatation ne peut être réalisée que sur un métal rigoureusement sain, c'est-à-dire débarrassé de toutes souillures (calamine, rouille, graisses, etc.).

## Appareillage
Il comprend trois unités :
- un four à carbone[5], sous débit de dioxygène (bouteille d'O2), qui possède deux zones principales de chauffe :
  - une zone à 500 °C dans laquelle les dépôts (pollutions) carbonés sont brûlés,
  - une zone à 800 °C dans laquelle la combustion est complétée, le monoxyde de carbone (CO) se transformant en CO2 en présence de mousse de platine ;
- un analyseur infrarouge[6] qui aspire le gaz du four[7] et mesure en continu le CO2 produit, affichant une valeur instantanée ;
- un boitier de connexion de gaz.

Les analyseurs élémentaires permettent de quantifier le carbone, par exemple les analyseurs CHN.